# Synnergist
Synnergist è un gioco di tipo avventura grafica per sistema MS-DOS, pubblicato nel 1996 da 21st Century Entertainment e sviluppato da Vicarious Visions. È anche il primo videogioco sviluppato dagli stessi programmatori. Il videogioco presenta degli attori digitalizzati (ben oltre 50) catturati tramite la famosissima tecnologia del Motion capture.

## Storia
In Synnergist il giocatore assume il ruolo di Tim Machin, un giovane giornalista, costretto suo malgrado e dalle circostanze a lavorare per un giornale scandalistico trash. Le vicende sono ambientate nell'anno 2010, nella città immaginaria di New Arhus City, ed iniziano nell'ufficio del capo redattore, che dà due giorni di tempo al giornalista per completare un articolo su di un noto ristorante. Molto presto, Tim si troverà sulle tracce di una banda malavitosa che sembra essere collegata a crimini vari effettuati in città. Pian piano la trama del videogioco si infittirà, svelando, a mano a mano, quella che in realtà è la vera e propria storia.

## Modalità di gioco
Il videogioco è una classica avventura punta e clicca con interfaccia grafica a puntatore, gestibile con il mouse. Passando sopra ad un hot point il giocatore potrà compiere le azioni classiche come esamina, raccogli, parla, ecc. Nella parte superiore dello schermo si trovano l'inventario e le opzioni di salvataggio e caricamento della partita. Il gioco è in sola lingua inglese, sia per i sottotitoli, sia per il parlato.